# Iza (Navarra)
Iza (cooficialmente en euskera: Itza) o Iza-Gulina (en euskera: Itza-Gulibar) es un municipio compuesto español de la Comunidad Foral de Navarra, situado en la merindad de Pamplona, en la Cuenca de Pamplona y a 13,6 km de la capital de la comunidad, Pamplona. Su población en 2017 era de 1192 habitantes (INE).
El municipio está compuesto por 13 concejos: Aguinaga, Aldaba, Áriz, Atondo, Cía, Erice (sede municipal), Gulina, Iza, Larumbe, Lete, Ochovi, Sarasa y Sarasate y por 3 lugares habitados: Aldaz, Ordériz y Zuasti.
Surge de la fusión en 1942 de la cendea de Iza con el valle de Gulina, hasta entonces ambos municipios independientes.

## Geografía

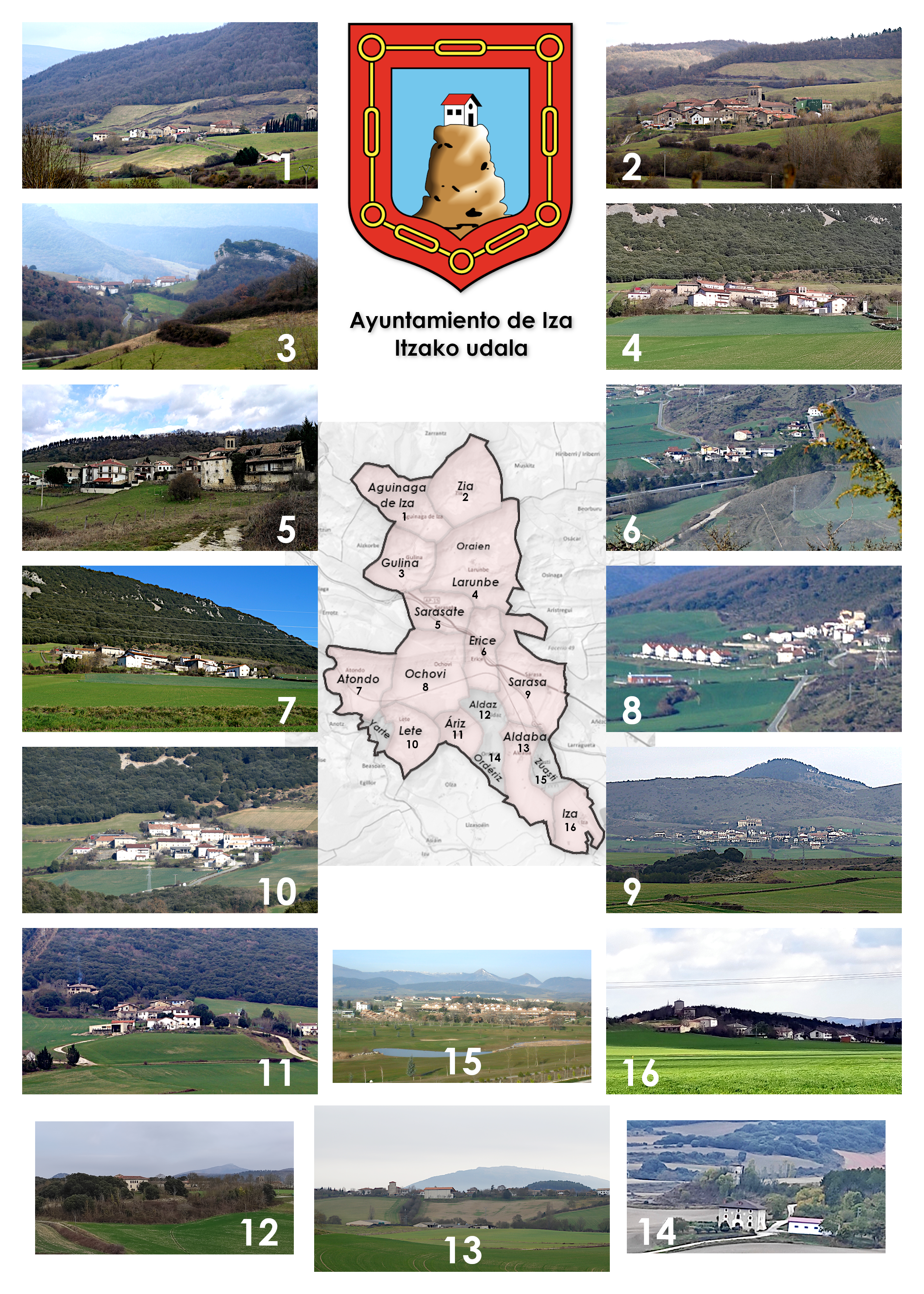
Composición del municipio de Iza

El ayuntamiento de Iza está situado en la parte central de la Comunidad Foral de Navarra (España), dentro de la Cuenca de Pamplona, al noroeste de la capital. Su término municipal tiene una superficie de 52,03 km². Limita por el norte con Imoz, por el este con Juslapeña, Berrioplano, Orcoyen y la Cendea de Olza (Arazuri), por el sur con la Cendea de Olza y por el oeste con Ollo, Araquil e Irurzun.
Presenta dos espacios geográficos diferenciados que se corresponderían con las dos entidades administrativas que dieron lugar al actual municipio: el Valle de Gulina y la Cendea de Iza.

## Demografía
Iza cuenta con una población de 1380 habitantes (INE 2024).
| Gráfica de evolución demográfica de Iza entre 1842 y 2021 |
| |
| Población de derecho según los censos de población del INE Población de hecho según los censos de población del INEEn estos censos se denominaba Iza: 1842, 1857, 1860, 1877, 1887, 1897, 1900, 1910, 1920, 1930, 1940, 1950, 1960, 1970, 1981, 1991 y 2001 Entre el censo de 1940 y el anterior, crece el término del municipio porque incorpora a 31503 (Gulina) |

#### Distribución de la población
El municipio se divide en las siguientes entidades de población, según el nomenclátor de población publicado por el INE (Instituto Nacional de Estadística). Los datos de población se refieren a 2014
| Entidad de población | Población (2014) |          | Entidad de población | Población (2014) |
| -------------------- | ---------------- | -------- | -------------------- | ---------------- |
| Aguinaga             | 14               | Iza      | 141                  |                  |
| Aldaba               | 69               | Larumbe  | 69                   |                  |
| Aldaz                | 1                | Lete     | 32                   |                  |
| Áriz                 | 21               | Ochovi   | 56                   |                  |
| Atondo               | 33               | Ordériz  | 0                    |                  |
| Cía                  | 39               | Sarasa   | 132                  |                  |
| Erice                | 53               | Sarasate | 32                   |                  |
| Gulina               | 53               | Zuasti   | 411                  |                  |

### Economía
La economía se basa en la agricultura (secano) y ganadería. También se explota una cantera en Atondo, junto a la ermita de la virgen de Oskia. Además, existen pequeñas empresas locales, como un geriátrico, alojamientos rurales, un polígono industrial en Sarasa, varias empresas en Iza, una residencia canina en Aguinaga, y un club de campo en Zuasti.

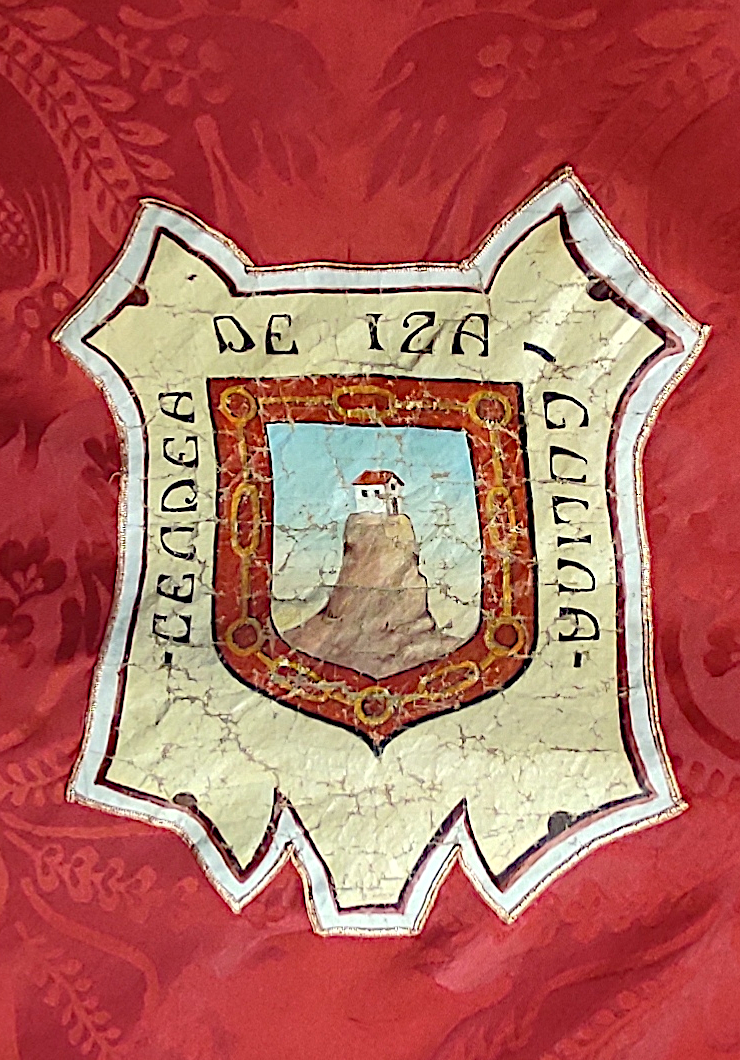
Primera enseña del nuevo municipio

## Administración y política
| Periodo   | Nombre                         | Partido | Partido                                   |
| --------- | ------------------------------ | ------- | ----------------------------------------- |
| 1999-2011 | María Socorro Pérez Ollo       |         | Grupo Independiente de Iza (GIZ)          |
| 2011-2015 | José Antonio Vázquez Rodríguez |         | Independientes del Municipio de Iza (IMI) |
| 2015-act. | Floria Pistono Favero          |         | Unidos por Iza (UPI)                      |

## Historia
Como se informa en la Gran enciclopedia de Navarra y la propia página web municipal, el actual ayuntamiento de Iza es el resultado de la fusión en 1943 de las localidades incluidas en la antigua Cendea de Iza con los propios del Valle de Gulina.
- La Cendea de Iza, consolidada durante el siglo XVI, compuesta por:
  - Concejos cendearios: Aldaba, Ariz, Atondo, Erice, Iza, Lete, Ochovi y Sarasa.
  - Lugares cendearios: Aldaz (también conocido como Aldaz de Echavacóiz, caserío y señorío),[8] Ordériz[9] y Zuasti.

- El Valle de Gulina, antiguo señorío de realengo, compuesto por:
  - Concejos: Aguinaga, Cía, Gulina, Larumbe y Sarasate.

Además, dentro de la antigua cendea, se documentan los despoblados de Atea (antiguo monasterio), Artiza (antigua villa), Ezquiaga, Yarte (antiguo priorato y monasterio), Murco (antiguo señorío), San Andrés (junto a Yarte), Sandaña y Sarluz.

## Cultura

### Patrimonio

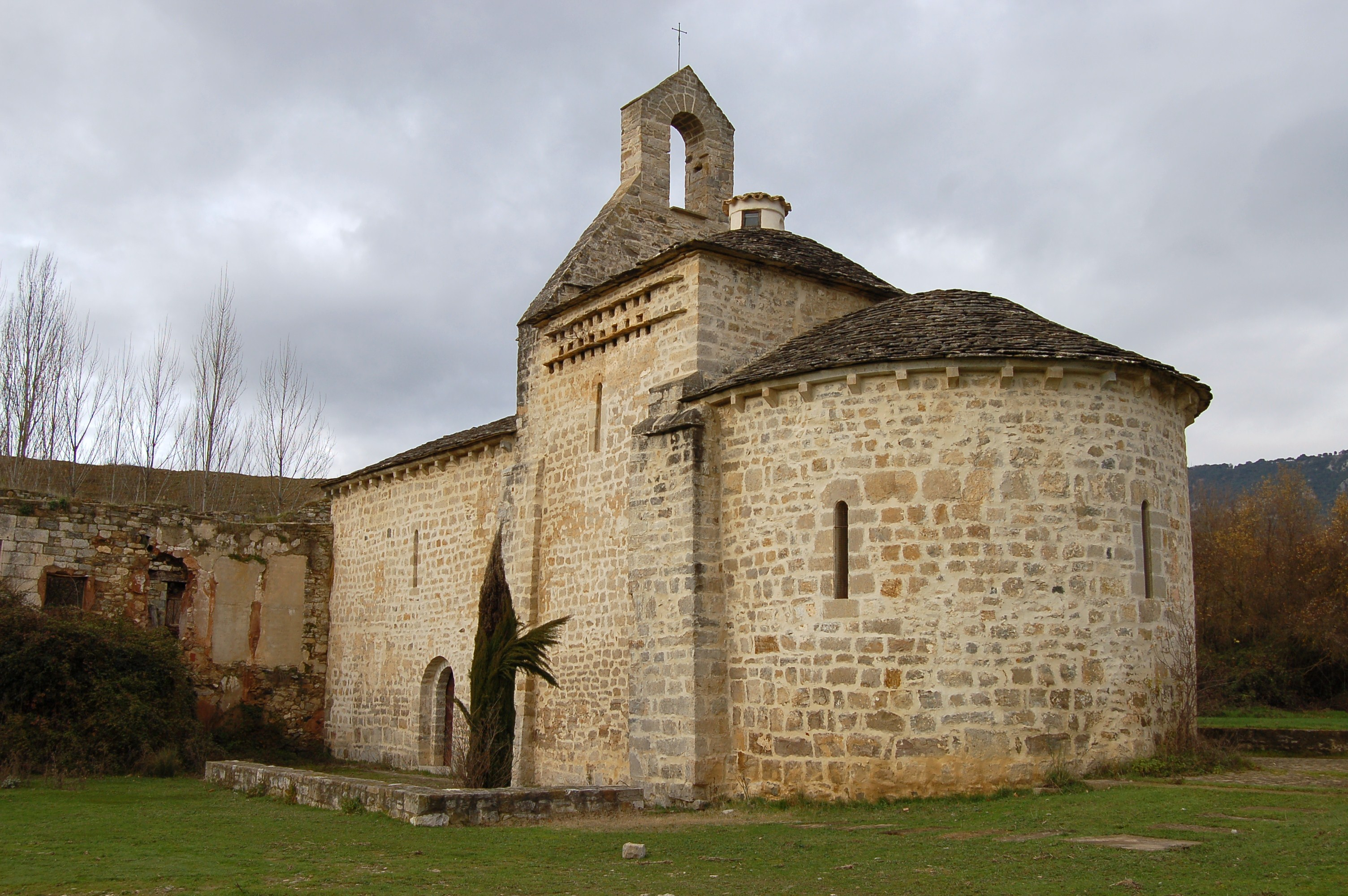
Monasterio de Santa María de Yarte (Lete)

#### Monumentos religiosos
- Iglesia de San Andrés Apóstol en Zuasti, del siglo XIII, recientemente restaurada.

- Monasterio de Santa María de Yarte, en Lete. Declarado Bien de interés cultural en abril de 2002, junto a él se encuentra la iglesia de la segunda mitad del siglo XII. El monasterio fue donado en 1024 por el rey Sancho III el Mayor a San Martín de Albelda, y su hijo García III lo incorporó al monasterio de Irache en 1045, como una permuta del castillo de Monjardín. Esta dependencia de Irache duró hasta la desamortización de 1837. Actualmente se están efectuando en el complejo obras de restauración, que básicamente han consistido en la consolidación y restauración del monumento, en la que se puede destacar la recuperación de las pinturas góticas del siglo XIV existentes en el crucero.

- La parroquia de San Vicente de Larumbe. Se compone de dos construcciones: iglesia y pórtico. La primera mantiene una tipología claramente románica aunque se considere ya gótica. El aspecto más interesante de esta iglesia es la escultura que decora su pórtico. Realizada como este en el período gótico se acusa en ella una tendencia al narrativismo muy propia de este momento, pero su estilo sigue las pausas románicas.

#### Monumentos civiles

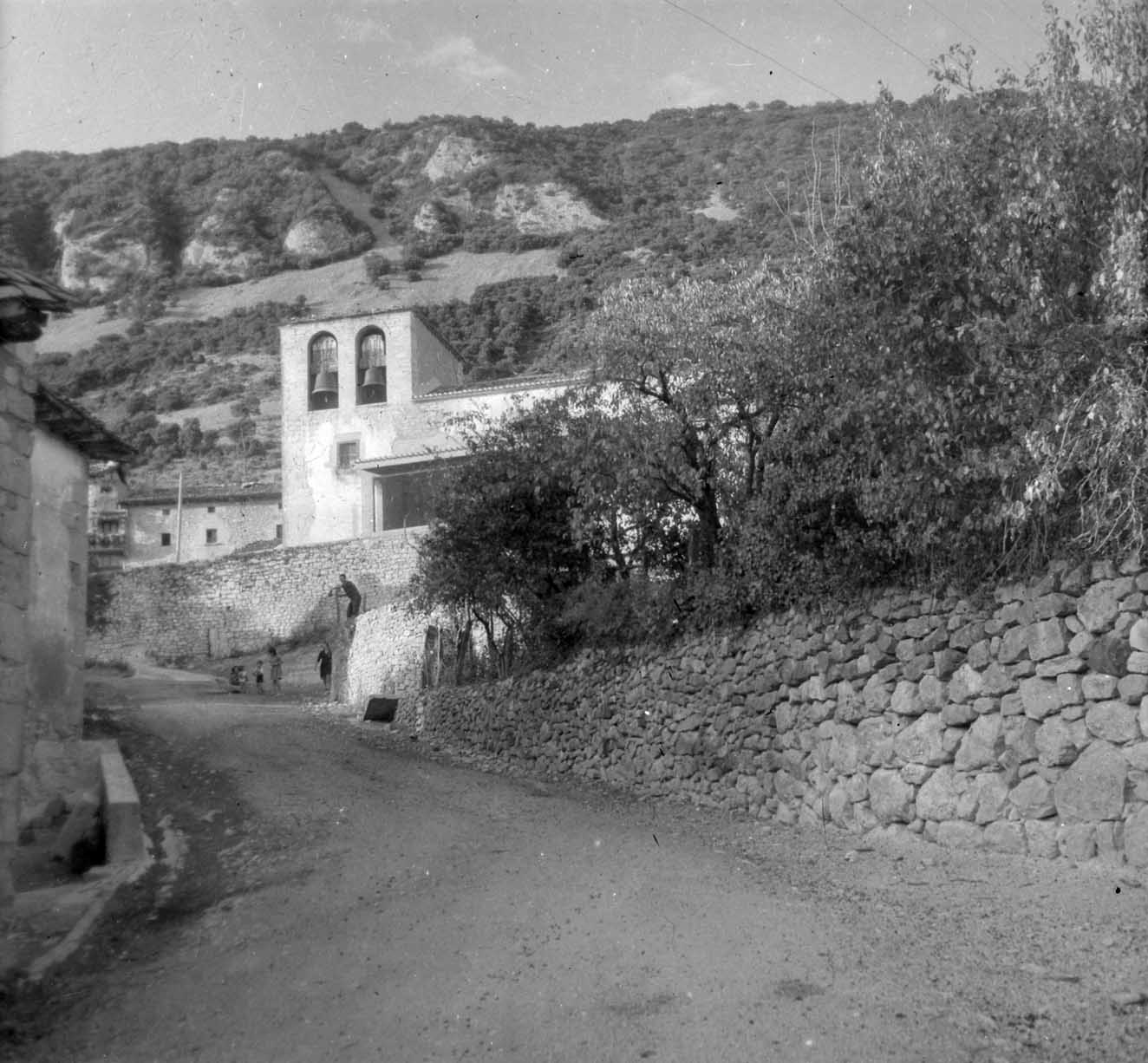
Concejo de Atondo. Fotografía: Indalecio Ojanguren (1964)

Todo el municipio posee numerosos palacios cabo de armería. Así se tiene noticia de su existencia en Atondo, Iza, Lete, Ochovi, Sarasa y Zuasti.
- Palacio del Señorío de Zuasti, del siglo XVI, ha sido recientemente restaurado y actualmente cuenta con una cafetería, restaurante y salón social para los socios del Club de Campo Señorío de Zuasti.

### Fiestas
Cada año un concejo, con la colaboración del ayuntamiento, organiza el "Día de la Cendea" que se celebra un domingo del verano. 
La patrona del municipio es Nuestra Señora de Osquía, también conocida como la Virgen del Pilar de Osquía, y se celebra la romería a su basílica, una ermita situada en Atondo, cerca de Erroz. Tal celebración se hace coincidir con la festividad de San Isidro Labrador, el 15 de mayo. Además cada localidad celebra sus fiestas propias.
También es común al municipio la romería a la ermita de la Trinidad de Erga, representada en su escudo municipal, y cuya celebración se hace coincidir con la propia de la Santísima Trinidad, el primer domingo después de Pentecostés según el rito romano.
- Aguinaga: Tercer fin de semana de septiembre.
- Aldaba: Además de su romería a la Virgen de Legarra cada 1 de mayo, celebra sus fiestas de la Asunción de María cada 14-15 de agosto.
- Áriz: último fin de semana de septiembre en honor a San Miguel.
- Atondo: fiestas de la Asunción de María cada 14-15 de agosto.
- Cía: fiestas de la Asunción de María cada 12-15 de agosto.
- Erice: el fin de semana de septiembre más cercano al día 14 celebración de la Exaltación de la Santa Cruz.
- Iza: Tercer fin de semana de septiembre y segundo fin de semana de septiembre, día 14, fiesta patronal.
- Larumbe: Primer fin de semana de septiembre.
- Lete: Primer fin de semana de agosto.
- Ochovi: Último fin de semana de mayo.
- Sarasa: Primer fin de semana de junio.
- Sarasate: Primer fin de semana de octubre en honor a Nuestra Señora del Rosario.
- Zuasti: Último fin de semana de septiembre en honor a San Miguel.

### Deporte
Hay instalaciones para jugar a deportes de pelota en casi todos los pueblos del municipio, así como piscinas, gimnasio, pistas de pádel, tenis, y un campo de golf en Zuasti.